# Cornelis Elout
Cornelis Elout (Haarlem, 11 maart 1714 - aldaar, 3 november 1779) was ijzerkoper en een Haarlems regent, verzamelaar, een van de eerst aangestelde leden van Teylers Tweede Genootschap (of Teylers Wetenschappelijk Genootschap) en een regent van het Armekinderhuis.

## Biografie
Elout was de zoon van de kaarsenmaker Jacob Elout en zijn vrouw Eva Cornelis dochter Akersloot Steyn. Hij trouwde op 24 juni 1738 te Haarlem met Maria Dom van Wijnants. Uit hun huwelijk werden drie kinderen geboren. Hun zoon Cornelis Pieter Elout werd raadslid en hoofdschout van Haarlem en ambtshalve ook Heer van Schoten. Na zijn overlijden liet Elout een aanzienlijke verzameling schilderijen en tekeningen achter.